# ستارخان (فیلم)
ستارخان فیلمی ایرانی به کارگردانی علی حاتمی است که در سال ۱۳۵۱ به نمایش درآمد. بازیگران این فیلم علی نصیریان در نقش «ستارخان» و عنایت بخشی، عزت‌الله انتظامی و پرویز صیاد هستند. این فیلم داستانی  از زندگی ستارخان را روایت می‌کند.
ساخت این فیلم در تابستان ۱۳۵۱ در تهران آغاز شد. برای ساخت سکانس‌های نبرد میان مشروطه خواهان و نیروهای دولتی، بهره‌گیری از شگردهای جلوه‌های ویژه در نظر گرفته شده بود که در آن روزگار کمتر به کار گرفته می‌شد. از این رو از یکی از کارشناسان اروپایی به نام آنتونیو کوریدوری درخواست یاری شد. پس از پایان تصویربرداری لوکیشن‌های تهران، گروه رهسپار تبریز شد. در این میان ارتش نیز در فراهم آوردن نیروها برای سیاهی لشکر و دیگر نیازهای پشتیبانی، کمک چشمگیری را به گروه داشت. برای لوکیشن‌های فیلم در تهران، مسجد سپهسالار، کاخ گلستان و اطراف دماوند برگزیده شد. پروژه ساخت این فیلم در بهمن همان سال به پایان رسید.
فیلم ستارخان از ۱۳ اسفند ۱۳۵۱ در ده تالار سینمای تهران اکران عمومی شد اما با مخالفت روزنامه‌ها و نمایندگان مجلس شورای ملی روبرو شد. در نشست غیرعلنی مجلس شورای ملی در تاریخ ۱۵ اسفند بیانیه‌ای از سوی شماری از نمایندگان خوانده و امضاء شد. در این بیانیه به تحریف داستان تاریخی این فیلم خرده گرفته شده بود و آن را تحریف علنی تاریخ معاصر خوانده بود. سندیکای هنرمندان نیز علی حاتمی را به دلیل تحریف روایت تاریخی از ستارخان مورد نکوهش قرار داد و در پی آن حاتمی از سندیکای هنرمندان بیرون رفت. سرانجام پس از حاشیه‌های بسیار، کمیته امور سینمایی وزارت فرهنگ وهنر، در روز ۱۷ اسفند پروانه نمایش فیلم را لغو و نمایش فیلم را توقیف کرد.

## خلاصه داستان
کربلایی علی در جستجوی پناهگاهی در بازار تبریز به ستارخان می‌رسد و هر دو با هم می‌گریزند. اما هنگام فرار به دست نیروهای امنیتی بازداشت و بازجویی می‌شوند. در این میان حیدرخان عمواوغلی تلاش می‌کند آنها را آزاد کند و سپس به تهران می‌روند. در تهران ستارخان به جبهه مشروطه‌خواهان پیوسته و فرمانده تعداد یک صد سوار مشروطه‌چی می‌شود. در آنجا ستارخان و کربلایی علی با باقرخان دیدار کرد و پیمان‌نامه‌ای را امضاء می‌کنند. هم‌زمان اتابک با شلیک گلوله عباس آقا صراف کشته می‌شود و حیدرعمواوغلی هم صراف را می‌کشد. پس از تعطیلی مجلس و به توپ بسته شدن آن به دست نیروهای قزاق به سرکردگی لیاخوف، حیدرعمواوغلی رهسپار تبریز می‌شود و مردم آن شهر را در هواداری از ستارخان برمی‌انگیزاند. در همین هنگام قشون دولتی وارد تبریز شده و جنگ آغاز می‌شود. شماری از مجاهدان کشته و زخمی شده و شهر سقوط می‌کند. کربلایی علی که دستگیر و شکنجه شده با سرنوشت تلخی روبرو می‌گردد؛ همسرش خودکشی کرده و فرزندانش به دار آویخته می‌شوند. ستارخان و باقرخان دستگیر و به تهران فرستاده می‌شوند و در پایان در باغ اتابک کشته می‌شوند.

## بازیگران
- علی نصیریان در نقش ستارخان
- عزت‌الله انتظامی در نقش حیدرخان عمواوغلی
- پرویز صیاد در نقش علی موسیو
- عنایت‌الله بخشی در نقش باقرخان
- جلال پیشواییان در نقش حسین
- محمدعلی کشاورز در نقش عباس آقا صراف اتابک
- صادق بهرامی
- عبدالعلی همایون
- جهانگیر فروهر
- محمدعلی سپانلو
- سیروس ابراهیم‌زاده
- باقر صحرارودی
- جمیله ندایی
- قدرت‌الله انتظامی[۳]

## واکنش‌ها
پس از پایان پروژه ساخت و پیش از نمایش همگانی، این فیلم در سینما ونک باحضور عوامل ساخت فیلم، شماری از نمایندگان مجلس شورای ملی و هموندان کمیته ارزشیابی فیلم وزارت فرهنگ و هنر اکران خصوصی شد. نمایندگان مجلس داستان فیلم را علیه مشروطه و مخالف با رویدادهای تاریخی روایت شده برشمردند.
با این حال برخی از منتقدان بر این باورند که علی حاتمی در این فیلم برای نخستین بار به تحلیل طبقاتی فرماندهان نظامی مشروطه می‌پردازد و در این راه سیر رخدادهای تاریخی برای او کمتر اهمیت دارد. افزون بر این، برخی از منتقدان این فیلم معتقدند که وفاداری به تاریخ پسندیده‌است اما باید پذیرفت که امکان نمایش تاریخ با همه زوایای گوناگون آن در یک فیلم نشدنی است.